# Leichtathletik-Weltmeisterschaften 2011/Teilnehmer (Madagaskar)
| Gelbes Symbol für Goldmedaillen mit stilisierten Olympischen Ringen | Graues Symbol für Silbermedaillen mit stilisierten Olympischen Ringen | Braundes Symbol für Bronzemedaillen mit stilisierten Olympischen Ringen |
| ------------------------------------------------------------------- | --------------------------------------------------------------------- | ----------------------------------------------------------------------- |
| —                                                                   | —                                                                     | —                                                                       |

Der Leichtathletik-Verband Madagaskars stellte bei den Leichtathletik-Weltmeisterschaften 2011 im koreanischen Daegu eine Teilnehmerin.

## Ergebnisse

### Frauen

#### Laufdisziplinen
| Athletin          | Disziplin    | Vorlauf | Vorlauf | Halbfinale    | Halbfinale    | Finale        | Finale        |
| Athletin          | Disziplin    | Zeit    | Platz   | Zeit          | Platz         | Zeit          | Platz         |
| ----------------- | ------------ | ------- | ------- | ------------- | ------------- | ------------- | ------------- |
| Olga Razanamalala | 400 m Hürden | 57,25 s | 30      | ausgeschieden | ausgeschieden | ausgeschieden | ausgeschieden |